# 松下镇
松下镇是中国福建省福州市长乐区下辖的一个镇。

## 行政区划
松下镇共辖9个村委会，分别是：
垅下村、首祉村、大祉村、前连村、山前村、松下村、长屿村、午山村、榕岭村。